# 三重彩

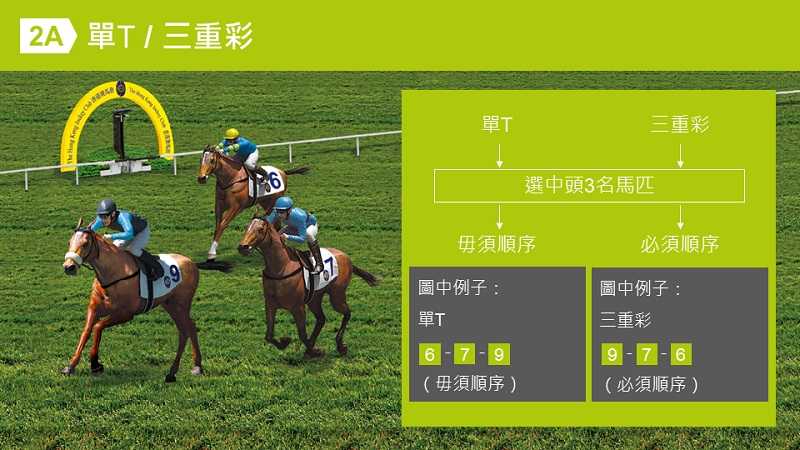

三重彩（英語：Tierce）是一個賽馬術語，是賽馬博彩其中一個投注種類，由香港賽馬會接受投注，順序選中一場賽事中的第1名、第2名及第3名馬匹。

## 「三重彩」不同國家或地區的統稱
| 國家或地區 | 命名   |
| ---------- | ------ |
| 香港       | 三重彩 |
| 澳門       | 三重彩 |
| 英国       |        |
| 美国       |        |
|            |        |
| 日本       |        |
|            |        |

## 投注金額
在香港賽馬會，三重彩每注港幣10元，同時可購買每注或每票多於港幣10元只適用於投注種類的「複式」及「馬膽」投注。當每票投注總額達港幣$100元或以上，可以靈活玩最低金額港幣$1元作投注。

而澳門賽馬會，三重彩每注最低港幣或澳門幣10元，當每票投注總額達$100元或以上，每注最低可以$2元作投注。

## 投注方法
三重彩總共有五種投注方式，分別為「單式」、「複式」、「單式馬膽」、「複式馬膽」及「指定位置馬膽」，
當中較受馬迷歡迎的投注策略是「複式」、「複式馬膽」及「單式馬膽」。
| 投種類         | 投方法 |
| 「複式」投注     | 假設您的心水馬為6號、7號、9號，複式投注會將所選馬匹組成所有可能的組合，即分別為6+7+9、6+9+7、7+6+9、7+9+6、9+6+7 及 9+7+6，總共六注，好處是所投注的馬匹均跑入前三名而無須順序亦能中彩。                                          |
| 「複式馬膽」投注 | 當您對一匹馬有很大信心能跑入前三名，您可選擇以該匹馬作「馬膽」，其他選擇則作為「配腳」。 假設您的心水馬為6號、7號、8號、9號，而重心馬為6號，以6號胆拖7號、8號、9號，總共18注。                                                   |
| 「單式馬膽」投注 | 當您對一匹馬有很大信心能跑第一名，您可選擇以該匹馬作「馬膽」，其他選擇則作為「配腳」。 假設您的心水馬為6號、7號、8號、9號，而重心馬為9號，以9號胆拖6號、7號、8號，即分別為9+6+7、9+7+6、9+6+8、9+8+6、9+7+8 及 9+8+7，總共六注。 |

## 中獎方法
順序選中一場賽事中的第1名、第2名及第3名馬匹便獲派彩，派彩將按照該馬匹組合的最後三重彩賠率計算。
例如最後三重彩賠率為88倍，以每注投注金額$10計算，派彩為例10 x 88倍=$880。

## 推出時間
三重彩早於1973年2月17日首次推出，但翌季已被四重彩取代。其後三重彩於1983年3月26日復辦至今。

## 派彩紀錄
最高派彩為2025年4月13日–第1名實現夢想, 第2名駿皇金及第3名飛來閃耀 - 派彩$739,695
第二高派彩為2008年12月6日–第1名威利來, 第2名驍將王及第3名靚無敵 - 派彩$718,466 
第三高派彩為2001年10月13日–第1名百勝福星，第2名陽明光輝及第3名佈佳音–派彩$467,318（每5元派）
最低派彩為1997年5月14日–第1名銀河, 第2名金牛及第3名真收得 - 派彩$18 

## 外部連結
- 香港賽馬會的官方網站（页面存档备份，存于）
- Racing Touch 流動應用程式（页面存档备份，存于）
- HKJCTV 流動電視頻道（页面存档备份，存于）

## 資料來源
1. 1 2  東網馬經派彩紀錄　http://racing.on.cc/racing/sta/current/rjstai0001x0.html （页面存档备份，存于）